# Сан Мигел де Аљенде (Сан Мигел де Аљенде, Гванахуато)
Сан Мигел де Аљенде (шп. San Miguel de Allende) насеље је у Мексику у савезној држави Гванахуато у општини Сан Мигел де Аљенде. Насеље се налази на надморској висини од 1907 м.

## Становништво
Према подацима из 2010. године у насељу је живело 69811 становника.

### Хронологија
| Година       | 2000                  | 2005                  | 2010                  |
| ------------ | --------------------- | --------------------- | --------------------- |
| Становништво | 59691 (28388 / 31303) | 62034 (29236 / 32798) | 69811 (33071 / 36740) |

### Попис
| \| \| м \| \| \| ж \| \| 0—2 \| 1.829 \| \| \| 1.724 \| \| 3—5 \| 1.991 \| \| \| 1.925 \| \| 6—11 \| 4.014 \| \| \| 4.045 \| \| 12—14 \| 2.087 \| \| \| 2.004 \| \| 15—17 \| 2.101 \| \| \| 2.070 \| \| 18—24 \| 4.289 \| \| \| 4.679 \| \| 60+ \| 3.158 \| \| \| 4.080 \| \| Просек : \| 28,9 \| \| \| 30,7 \| |       |  |  |       |
| |       |  |  |       |
| | м     |  |  | ж     |
| 0—2 | 1.829 |  |  | 1.724 |
| 3—5 | 1.991 |  |  | 1.925 |
| 6—11 | 4.014 |  |  | 4.045 |
| 12—14 | 2.087 |  |  | 2.004 |
| 15—17 | 2.101 |  |  | 2.070 |
| 18—24 | 4.289 |  |  | 4.679 |
| 60+ | 3.158 |  |  | 4.080 |
| Просек : | 28,9  |  |  | 30,7  |

| #   | Индикатор                                                                                        | Вредност |
| --- | ------------------------------------------------------------------------------------------------ | -------- |
| 1   | Становништво од 0 до 2 године                                                                    | 3553     |
| 2   | Мушко становништво од 0 до 2 године                                                              | 1829     |
| 3   | Женско становништво од 0 до 2 године                                                             | 1724     |
| 4   | Становништво са 3 и више година                                                                  | 65444    |
| 5   | Мушко становништво са 3 и више година                                                            | 30838    |
| 6   | Женско становништво са 3 и више година                                                           | 34606    |
| 7   | Становништво са 5 и више година                                                                  | 62833    |
| 8   | Мушко становништво са 5 и више година                                                            | 29548    |
| 9   | Женско становништво са 5 и више година                                                           | 33285    |
| 10  | Становништво са 12 и више година                                                                 | 53469    |
| 11  | Мушко становништво са 12 и више година                                                           | 24833    |
| 12  | Женско становништво са 12 и више година                                                          | 28636    |
| 13  | Становништво са 15 и више година                                                                 | 49378    |
| 14  | Мушко становништво са 15 и више година                                                           | 22746    |
| 15  | Женско становништво са 15 и више година                                                          | 26632    |
| 16  | Становништво са 18 и више година                                                                 | 45207    |
| 17  | Мушко становништво са 18 и више година                                                           | 20645    |
| 18  | Женско становништво са 18 и више година                                                          | 24562    |
| 19  | Становништво од 3 до 5 година                                                                    | 3916     |
| 20  | Мушко становништво од 3 до 5 година                                                              | 1991     |
| 21  | Женско становништво од 3 до 5 година                                                             | 1925     |
| 22  | Становништво од 6 до 11 година                                                                   | 8059     |
| 23  | Мушко становништво од 6 до 11 година                                                             | 4014     |
| 24  | Женско становништво од 6 до 11 година                                                            | 4045     |
| 25  | Становништво од 8 до 14 година                                                                   | 9549     |
| 26  | Мушко становништво од 8 до 14 година                                                             | 4817     |
| 27  | Женско становништво од 8 до 14 година                                                            | 4732     |
| 28  | Становништво од 12 до 14 година                                                                  | 4091     |
| 29  | Мушко становништво од 12 до 14 година                                                            | 2087     |
| 30  | Женско становништво од 12 до 14 година                                                           | 2004     |
| 31  | Становништво од 15 до 17 година                                                                  | 4171     |
| 32  | Мушко становништво од 15 до 17 година                                                            | 2101     |
| 33  | Женско становништво од 15 до 17 година                                                           | 2070     |
| 34  | Становништво од 18 до 24 године                                                                  | 8968     |
| 35  | Мушко становништво од 18 до 24 године                                                            | 4289     |
| 36  | Женско становништво од 18 до 24 године                                                           | 4679     |
| 37  | Женско становништво од 15 до 49 година                                                           | 19474    |
| 38  | Становништво са 60 и више година                                                                 | 7238     |
| 39  | Мушко становништво са 60 и више година                                                           | 3158     |
| 40  | Женско становништво са 60 и више година                                                          | 4080     |
| 41  | Однос између мушкараца и жена                                                                    | 90.01    |
| 42  | Становништво од нуле до 14 година                                                                | 19619    |
| 43  | Становништво од 15 до 64 године                                                                  | 44371    |
| 44  | Становништво од 65 година и више                                                                 | 5007     |
| 45  | Просечан број деце                                                                               | 2.27     |
| 46  | Становништво рођено у ентитету                                                                   | 59364    |
| 47  | Мушко становништво рођено у ентитету                                                             | 28057    |
| 48  | Женско становништво рођено у ентитету                                                            | 31307    |
| 49  | Становништво рођено у другом ентитету                                                            | 7020     |
| 50  | Мушко становништво рођено у другом ентитету                                                      | 3380     |
| 51  | Женско становништво рођено у другом ентитету                                                     | 3640     |
| 52  | Становништво од 5 година и више резидентно у ентитету у јуну 2005. године                        | 59585    |
| 53  | Мушко становништво старосног доба од 5 година и више, резидентно у ентитету у јуну 2005. године  | 27817    |
| 54  | Женско становништво старосног доба од 5 и више година, резидентно у ентитету у јуну 2005. године | 31768    |
| 55  | Становништво од 5 година и више које је живело у другом ентитету у јуну 2005. године             | 1536     |
| 56  | Мушко становништво старије од 5 година које је живело у другом ентитету у јуну 2005. године      | 752      |
| 57  | Женско становништво старије од 5 година које је живело у другом ентитету у јуну 2005. године     | 784      |
| 58  | Становништво од 3 године и више које говори аутохтони језик                                      | 255      |
| 59  | Мушко становништво старо 3 године и више које говори аутохтони језик                             | 150      |
| 60  | Женско становништво старо 3 године и више које говори аутохтони језик                            | 105      |
| 61  | Становништво од 3 године и више које говори аутохтони језик и не говори шпански језик            | 0        |
| 62  | Мушко становништво старо 3 године и више које говори аутохтони језик и не говори шпански         | 0        |
| 63  | Женско становништво старо 3 године и више које говори аутохтони језик и не говори шпански језик  | 0        |
| 64  | Становништво старо 3 године и више које говори аутохтони језик и шпански                         | 183      |
| 65  | Мушко становништво старо 3 године и више које говори аутохтони језик и шпански                   | 107      |
| 66  | Женско становништво старо 3 године и више које говори аутохтони језик и шпански                  | 76       |
| 67  | Становништво од 5 година и више које говори аутохтони језик                                      | 249      |
| 68  | Становништво од 5 година и више које говори аутохтони језик и не говори шпански језик            | 0        |
| 69  | Становништво од 5 година и више које говори аутохтони језик и говори шпански језик               | 180      |
| 70  | Становништво у домородачким домаћинствима                                                        | 498      |
| 71  | Становништво са ограничењима у активностима                                                      | 2650     |
| 72  | Становништво са ограниченим ходањем или кретањем, горе или доле                                  | 1542     |
| 73  | Становници са ограничењима вида, чак и уз кориштење сочива                                       | 690      |
| 74  | Становништво са ограничењима говора, комуникације или конверзације                               | 196      |
| 75  | Становништво са ограниченим слухом                                                               | 262      |
| 76  | Становништво са ограничењима при одевању, купању или јелу                                        | 100      |
| 77  | Становништво са ограничењима у опажању или учењу једноставних ствари                             | 102      |
| 78  | Становништво са менталним ограничењима                                                           | 218      |
| 79  | Становништво без ограничења активности                                                           | 66007    |
| 80  | Становништво од 3 до 5 година које не похађа школу                                               | 1576     |
| 81  | Мушко становништво од 3 до 5 година које не похађа школу                                         | 799      |
| 82  | Женско становништво од 3 до 5 година које не похађа школу                                        | 777      |
| 83  | Становништво од 6 до 11 година које не похађа школу                                              | 144      |
| 84  | Мушко становништво од 6 до 11 година које не похађа школу                                        | 82       |
| 85  | Женско становништво од 6 до 11 година које не похађа школу                                       | 62       |
| 86  | Становништво од 12 до 14 година које не похађа школу                                             | 246      |
| 87  | Мушко становништво од 12 до 14 година које не похађа школу                                       | 146      |
| 88  | Женско становништво од 12 до 14 година које не похађа школу                                      | 100      |
| 89  | Становништво од 15 до 17 година похађа школу                                                     | 2881     |
| 90  | Мушко становништво од 15 до 17 година похађа школу                                               | 1364     |
| 91  | Женско становништво између 15 и 17 година живота у школи                                         | 1517     |
| 92  | Становништво од 18 до 24 године похађа школу                                                     | 2320     |
| 93  | Мушко становништво од 18 до 24 године похађа школу                                               | 1151     |
| 94  | Женско становништво од 18 до 24 године похађа школу                                              | 1169     |
| 95  | Становништво од 8 до 14 година које не може да чита и пише                                       | 185      |
| 96  | Мушко становништво старосног доба од 8 до 14 година које не може да чита и пише                  | 109      |
| 97  | Женско становништво старосног доби од 8 до 14 година које не може да чита и пише                 | 76       |
| 98  | Становништво од 15 година и више које је неписмено                                               | 2884     |
| 99  | Мушко становништво од 15 година и више које је неписмено                                         | 868      |
| 100 | Женско становништво од 15 година и више које је неписмено                                        | 2016     |
| 101 | Становништво старо 15 и више година без школовања                                                | 4298     |
| 102 | Мушко становништво старо 15 и више година без школовања                                          | 1589     |
| 103 | Женско становништво старо 15 и више година без школовања                                         | 2709     |
| 104 | Становништво старосног доба 15 и више година са непотпуним основним образовањем                  | 4533     |
| 105 | Мушко становништво старосног доба од 15 година и више са непотпуном основним образовањем         | 2094     |
| 106 | Женско становништво старосног доба 15 и више година са непотпуном основним образовањем           | 2439     |
| 107 | Становништво старо 15 и више година са комплетним основним образовањем                           | 7176     |
| 108 | Мушко становништво старо 15 година и више са комплетним основним образовањем                     | 3362     |
| 109 | Женско становништво старо 15 и више година са комплетним основним образовањем                    | 3814     |
| 110 | Становништво старосног доба 15 и више година са непотпуним средњим образовањем                   | 3058     |
| 111 | Мушко становништво старосног доба од 15 година и више са непотпуним средњим образовањем          | 1687     |
| 112 | Женско становништво старосног доба од 15 година и више са непотпуним средњим образовањем         | 1371     |
| 113 | Становништво старо 15 и више година са пуним секундарном образовањем                             | 10329    |
| 114 | Мушко становништво старосног доба од 15 година и више са пуним секундарном образовањем           | 4820     |
| 115 | Женско становништво старосног доба од 15 година и више са пуним секундарном образовањем          | 5509     |
| 116 | Становништво старије од 18 година са постосновним образовањем                                    | 18404    |
| 117 | Мушко становништво старије од 18 година са постосновним образовањем                              | 8532     |
| 118 | Женско становништво старије од 18 година са постосновним образовањем                             | 9872     |
| 119 | Просечна оцена школовања                                                                         | 9.01     |
| 120 | Просечан ниво образовања мушке популације                                                        | 9.19     |
| 121 | Просечан ниво образовања женског становништва                                                    | 8.85     |
| 122 | Економски активно становништво                                                                   | 29786    |
| 123 | Економски активна мушка популација                                                               | 17580    |
| 124 | Економски активна женска популација                                                              | 12206    |
| 125 | Становништво које није економски активно                                                         | 23473    |
| 126 | Мушко становништво које није економски активно                                                   | 7132     |
| 127 | Женско становништво које није економски активно                                                  | 16341    |
| 128 | Запослено становништво                                                                           | 28351    |
| 129 | Запослено мушко становништво                                                                     | 16428    |
| 130 | Запослено женско становништво                                                                    | 11923    |
| 131 | Незапослена популација                                                                           | 1435     |
| 132 | Незапослена мушка популација                                                                     | 1152     |
| 133 | Незапослена женска популација                                                                    | 283      |
| 134 | Становништво без права на здравствене услуге                                                     | 28055    |
| 135 | Становништво које има право на здравствене услуге                                                | 40740    |
| 136 | Становништво које има право на ИМСС                                                              | 13770    |
| 137 | Становништво које има право на социјално осигурање                                               | 4557     |
| 138 | Становништво које има право на државно социјално осигурање                                       | 60       |
| 139 | Становништво које има право на опште осигурање или здравствено осигурање за нову генерацију      | 20183    |
| 140 | Становништво које је било једном или није било у браку током 12 година и више                    | 20733    |
| 141 | Венчано или уједињено становништво од 12 година и више                                           | 27562    |
| 142 | Становништво које је било у браку или уједињено 12 година и више                                 | 5077     |
| 143 | Становништво са католичком религијом                                                             | 62974    |
| 144 | Протестанти, еванђелисти и библијски следбеници различити од еванђелиста                         | 2694     |
| 145 | Становништво са другим религијама различитим од претходних                                       | 220      |
| 146 | Становништво без религије                                                                        | 2649     |
| 147 | Укупно пописаних домаћинства                                                                     | 15979    |
| 148 | Пописна домаћинства на челу са мушкарцима                                                        | 10732    |
| 149 | Пописна домаћинства на челу са женама                                                            | 5247     |
| 150 | Становништво у пописним домаћинствима                                                            | 68460    |
| 151 | Становништво у пописним домаћинствима на челу са мушкарцима                                      | 48144    |
| 152 | Становништво у пописним домаћинствима на челу са женама                                          | 20316    |
| 153 | Укупно домаћинстава                                                                              | 22175    |
| 154 | Укупно насељених домаћинстава                                                                    | 16254    |
| 155 | Укупно приватних кућа                                                                            | 21900    |
| 156 | Насељени приватни домови                                                                         | 15979    |
| 157 | Укупно насељених приватних кућа                                                                  | 16241    |
| 158 | Ненасељене приватне куће                                                                         | 3246     |
| 159 | Појединачна домаћинства за привремену употребу                                                   | 2675     |
| 160 | Становници у насељеним приватним кућама                                                          | 68460    |
| 161 | Насељеност станара у приватним становима                                                         | 4.28     |
| 162 | Просечно становника по соби у приватним насељеним домаћинствима                                  | 1.03     |
| 163 | Појединачна домаћинства са подовима од различитих материјала од земље                            | 15256    |
| 164 | Појединачна домаћинства у приземљу                                                               | 612      |
| 165 | Појединачна домаћинства са једном спаваћом собом                                                 | 4304     |
| 166 | Појединачна домаћинства са две спаваће собе и више                                               | 11601    |
| 167 | Појединачна домаћинства са једним собом                                                          | 696      |
| 168 | Појединачна домаћинства са две собе                                                              | 2017     |
| 169 | Појединачна домаћинства са 3 собе и више                                                         | 13171    |
| 170 | Појединачна домаћинства која имају електрично светло                                             | 15610    |
| 171 | Појединачна домаћинства која немају електрично светло                                            | 316      |
| 172 | Појединачна домаћинства која имају водоводну воду у стамбеном простору                           | 14871    |
| 173 | Појединачна домаћинства која немају водоводну воду у стамбеном простору                          | 1018     |
| 174 | Појединачна домаћинства која имају тоалет                                                        | 15698    |
| 175 | Појединачна домаћинства која имају канализацију                                                  | 15514    |
| 176 | Појединачна домаћинства која немају канализацију                                                 | 363      |
| 177 | Појединачна домаћинства која имају електрично светло, довод воде из јавне мреже и канализацију   | 14693    |
| 178 | Појединачна домаћинства без икаквих услова                                                       | 148      |
| 179 | Појединачна домаћинства која имају радио                                                         | 13953    |
| 180 | Појединачна домаћинства која имају телевизор                                                     | 15334    |
| 181 | Појединачна домаћинства која имају фрижидер                                                      | 14441    |
| 182 | Појединачна домаћинства која имају машину за веш                                                 | 11377    |
| 183 | Појединачна домаћинства која имају аутомобил или комби                                           | 8047     |
| 184 | Појединачна домаћинства која имају рачунар                                                       | 6673     |
| 185 | Појединачна домаћинства која имају фиксну телефонску линију                                      | 10002    |
| 186 | Појединачна домаћинства која имају мобилни телефон                                               | 11606    |
| 187 | Појединачна домаћинства која имају приступ интернету                                             | 5220     |
| 188 | Величина локације                                                                                | 10       |